# Un brazo
Un brazo (かたうで kataude?) es un relato corto del ganador del Premio Nobel Yasunari Kawabata, publicado en 1964. Se considera uno de los principales ejemplos del Realismo mágico en la literatura japonesa. Otros escritores japoneses con contribuciones significativas a este género son: Abe Kobo, Oe Kenzaburo, Haruki Murakami y Yasushi Inoue.[cita requerida]
Una mujer joven se quita el brazo derecho para dejárselo por una noche al protagonista, un hombre de mediana edad. La narración sigue las acciones y pensamientos del hombre en el camino a su apartamento, y una vez dentro de este. Habla con él y lo acaricia, hasta que decide reemplazarlo por el suyo. La "relación" entre el protagonista y el brazo sirve como escenario para representar sus recuerdos y emociones.